# Operaísmo
O operaísmo (do italiano operaio, "operário"), movimento político e uma corrente marxista heterodoxa e antiautoritária — ou neomarxista — italiana, surgida em 1961, em torno da revista Quaderni Rossi, fundada naquele ano, pelo socialista dissidente Raniero Panzieri. 
Trabalhava a renovação do marxismo diante dos impasses surgidos no segundo pós-guerra para o movimento operário e para a esquerda. 
A palavra deriva do italiano operaio (operário).  
As figuras mais conhecidas dessa corrente de pensamento — além do seu fundador, Raniero Panzieri — são o filósofo Antonio Negri, o cientista político Mario Tronti, ligado ao Partido Comunista Italiano. A análise desses teóricos e militantes começa por observar o poder ativo da classe operária para transformar as relações de produção. Os elementos principais do operaísmo foram mais elaborados quando este se combinou com o movimento autônomo. 

## Teoria
Michael Hardt e Antonio Negri constroem uma definição do operaísmo a partir da afirmação de Marx de que o capitalismo reage às lutas da classe operária — ou seja, de que a classe operária é ativa e o capital é reativo:
- Desenvolvimento tecnológico: onde há greves, vêm as máquinas. "Seria possível escrever uma história inteira, desde 1830, das invenções que tiveram o propósito único de prover o capital das armas contra a rebelião da classe operária.”[3]
- Desenvolvimento político: a legislação da fábrica na Inglaterra foi uma resposta à luta da classe operária sobre a duração da jornada de trabalho. “Sua formulação, reconhecimento oficial e proclamação por parte do Estado foram o resultado de uma longa luta de classe." [4]

Assim, o axioma fundamental do operaísmo é: as lutas da classe operária precedem e prefiguram as reestruturações sucessivas do capital(ismo). Os operaístas deram continuidade a Marx tentando basear sua política em uma investigação da vida e da luta da classe operária. 

## História
Em 1961, Mario Tronti, Toni Negri e Raniero Panzieri, teóricos operaístas, fundaram, com outros intelectuais comunistas, a revista Quaderni rossi ("Cadernos vermelhos", 1961-1965), que será o berço do pensamento operaísta.
Em 1963, do grupo fundador da revista saem Mario Tronti, Alberto Asor Rosa e Massimo Cacciari para fundar Classe operaia.
Em 1969, o pensamento operaísta dá origem a dois movimentos políticos rivais: um mais "ortodoxo", Potere Operaio, e outro mais "movimentista", Lotta Continua.
Quaderni Rossi e Classe Operaia (1963-1966) desenvolveram a teoria operaísta, concentrando-se nas lutas proletárias. A esses desenvolvimentos teóricos foi associada uma praxis baseada na organização no lugar de trabalho, adotada principalmente por Lotta Continua.
O movimento alcançou seu auge durante o chamado "outono quente" (autunno caldo) italiano, em 1969.
Após a dissolução de ambos os movimentos em 1976, alguns militantes ingressaram na órbita da Autonomia Operaia, cuja ideologia baseava-se exatamente na centralidade operária autônoma tanto em relação aos  partidos como aos  sindicatos.
O operaísmo se difundiu também na França, através do grupo Socialismo ou barbárie, e nos Estados Unidos, com a Tendência Johnson-Forest, graças às traduções feitas por Danilo Montaldi e outros. A Johnson-Forest tinha estudado a vida e as lutas operárias na indústria automobilística de Detroit, publicando panfletos como "The American Worker" (1947), "Punching Out" (1952) e "Union Committemen and Wildcat Strikes" (1955). Essses trabalhos foram traduzidos para o francês pelo grupo "Socialismo ou barbárie" e publicados no seu jornal. Johnson-Forest também estudou e escreveu sobre o que acontecia nos locais de trabalho — no caso, dentro das fábricas de automóveis — e nas empresas de seguros.
Em meados dos anos 1970, todavia, a ênfase do movimento operaísta transferiu-se da fábrica à "fábrica social" — as vidas diárias dos trabalhadores em suas comunidades. O movimento foi-se transformando, então, no que hoje é conhecido como movimento autônomo ou autonomismo.